# Cilla Thorell
Cilla Thorell, född 1 oktober 1967 i Skarpnäcks församling, är en svensk skådespelare. 

## Biografi
Thorell gick ut Teaterhögskolan i Stockholm 1991. Hon har sedan 1984 varit engagerad vid Stockholms stadsteater där hon huvudsakligen har spelat på Unga Klara. Hon har även spelat på Dramaten och vid Riksteatern. År 2016 porträtterade hon  Kerstin Thorvall i miniserien Det mest förbjudna som sändes på SVT. Samma år vann hon Kristallen för denna roll inom kategorin årets kvinnliga skådespelare i en tv-produktion.

## Filmografi
- 1993 – Snoken (TV-serie) gästroll
- 1996 – Bengbulan
- 1996 – Jerusalem
- 1997 – Cheek to Cheek (TV-serie)
- 1998 – Pip-Larssons (TV-serie)
- 1999 – God jul
- 2001 – Familjehemligheter
- 2001 – Besvärliga människor
- 2002 – Suxxess
- 2005 – Livet enligt Rosa (TV-serie)
- 2007 – Rosa: The Movie
- 2013 – Återträffen
- 2016 – Det mest förbjudna (TV-serie)
- 2019 – En komikers uppväxt
- 2021 – Den osannolika mördaren (TV-serie)

## Teater

### Roller (ej komplett)
| År   | Roll               | Produktion                                                      | Regi                 | Teater                                           |
| ---- | ------------------ | --------------------------------------------------------------- | -------------------- | ------------------------------------------------ |
| 2000 | Carola             | Löparen Mattias Andersson                                       | Mattias Andersson    | Stockholms stadsteater                           |
| 2003 | Adelaida           | Idioten (Идиот, Idiot) David Fishelson                          | Alexander Mørk-Eidem | Stockholms stadsteater                           |
| 2014 | Anna-Clara         | Hej, det är jag igen Kristina Lugn                              | Sara Giese           | Dramaten                                         |
| 2018 |                    | Det finns ingenting att vara rädd för Johan Heltne              | Sara Giese           | Uppsala Stadsteater                              |
| 2018 | Mary Page Psykolog | Mary Page Marlowe Tracy Letts                                   | Alexander Mørk-Eidem | Dramaten                                         |
| 2020 | Mae                | Katt på hett plåttak (Cat on a Hot Tin Roof) Tennessee Williams | Stefan Larsson       | Kulturhuset Stadsteatern/ Dramaten/ Maximteatern |
| 2020 | Swing              | Det stora teaterkalaset Calle Norlén                            | Sissela Kyle         | Kulturhuset Stadsteatern                         |
| 2021 | Mae                | Katt på hett plåttak (Cat on a Hot Tin Roof) Tennessee Williams | Stefan Larsson       | Kulturhuset Stadsteatern/ Dramaten/ Maximteatern |
| 2022 |                    | Temps mort Lars Norén                                           | Suzanne Osten        | Kulturhuset Stadsteatern                         |
| 2023 |                    | Röde Orm Frans G. Bengtsson                                     | Alexander Mørk-Eidem | Kulturhuset Stadsteatern                         |